# ويليام كامبل (سياسي كندي، مواليد 1758)
ويليام كامبل هو قاضي وسياسي كندي، ولد في 2 أغسطس 1758، وتوفي في 18 يناير 1834. انتخب عضو مجلس نواب نوفا سكوشا.